# Закон Олдрича — Врилэнда
Закон Олдрича — Врилэнда — закон, принятый в США 27 мая 1908 года и утвердивший создание Национальной денежной комиссии. Принятие закона было вызвано банковской паникой 1907 года. Созданная по этому закону комиссия рекомендовала принять закон о Федеральном резерве, учредивший Федеральную резервную систему.